# Chris Wood (football)
Pour les articles homonymes, voir Chris Wood, Christopher Wood et Wood.
Christopher « Chris » Wood, né le 7 décembre 1991 à Auckland, est un footballeur international néo-zélandais qui joue au poste d'attaquant à Nottingham Forest.
Il est le meilleur buteur de l'histoire de sa sélection.

## Biographie

### En club
En raison de la concurrence à son poste au sein du West Bromwich Albion FC il est prêté pour 93 jours au Barnsley FC le 24 septembre 2010, puis à Brighton and Hove Albion le 19 novembre 2010 jusqu'en janvier 2011.
La saison suivante, son club le prête un mois à Birmingham City, nouvellement relégué en Championship, avec une option pour une prolongation. En janvier 2012, il retourne à West Bromwich après avoir inscrit 10 buts toutes compétitions confondues et, dans la foulée, il est prêté à Bristol City jusqu'à la fin de la saison. Mi-septembre 2012, il est prêté trois mois à Millwall FC. 
En janvier 2013, il est transféré à Leicester City.
Le 1er juillet 2015, il rejoint Leeds United. Il inscrit 44 buts en 88 matchs toutes compétitions confondues en l'espace de deux saisons avec Leeds, terminant meilleur buteur de Championship en 2017 avec 26 buts.
Le 21 août 2017, Wood s'engage pour quatre saisons avec le Burnley FC. Six jours plus tard, il inscrit son premier but lors de son premier match avec son nouveau club, qui obtient le point du match nul face à une très bonne équipe de Tottenham (1-1).
Le 13 janvier 2022, Newcastle United officialise la signature de Wood pour deux ans et demi, s'étant acquitté de sa clause libératoire de 30 millions d'euros. Après Kieran Trippier, il est la deuxième recrue hivernale du nouveau projet des Magpies,.
Le 20 janvier 2023, il est prêté avec une option d'achat potentiellement obligatoire, jusqu'au terme de la saison à Nottingham Forest.

### En sélection nationale
En 2007, Chris Wood participe avec la Nouvelle-Zélande à la Coupe du monde des moins de 17 ans 2007 en Corée du Sud, il y dispute les trois matchs du premier tour, stade de la compétition où les All Whites sont éliminés. Il poursuit sa formation dans les équipes de jeunes du West Bromwich Albion FC en Angleterre où il est arrivé en août 2007. Il dispute en avril 2009, à seulement 17 ans, son premier match professionnel contre Portsmouth FC (match nul 2-2) où il joue 15 minutes et devient le cinquième Néo-Zélandais à disputer un match de Premier League après Lee Norfolk (en), Danny Hay, Ryan Nelsen et Simon Elliott. Un mois après cette rencontre, le sélectionneur de la Nouvelle-Zélande décide de faire appel à lui pour disputer la Coupe des confédérations 2009 en Afrique du Sud alors qu'il ne compte aucune sélection au moment de l'annonce.
Il dispute la Coupe du monde 2010 en Afrique du Sud.

## Statistiques
| Saison                | Club                             | Championnat           | Championnat | Championnat | Championnat | Coupe nationale | Coupe nationale | Coupe nationale | Coupe de la Ligue | Coupe de la Ligue | Coupe de la Ligue | Compétition(s) continentale(s) | Compétition(s) continentale(s) | Compétition(s) continentale(s) | Compétition(s) continentale(s) | Barrages | Barrages | Barrages | Total | Total | Total |
| Saison                | Club                             | Division              | M.          | B.          | P.d.        | M.              | B.              | P.d.            | M.                | B.                | P.d.              | Comp.                          | M.                             | B.                             | P.d.                           | M.       | B.       | P.d.     | M.    | B.    | P.d.  |
| 2007-2008             | Waikato FC                       | NZFC                  | 5           | 0           | 0           | -               | -               | -               | -                 | -                 | -                 | -                              | -                              | -                              | -                              | -        | -        | -        | 5     | 0     | 0     |
| 2008-2009             | West Bromwich Albion FC          | Premier League        | 2           | 0           | 0           | -               | -               | -               | -                 | -                 | -                 | -                              | -                              | -                              | -                              | -        | -        | -        | 2     | 0     | 0     |
| 2009-2010             | West Bromwich Albion FC          | Championship          | 18          | 1           | 5           | 2               | 1               | 0               | 3                 | 0                 | 1                 | -                              | -                              | -                              | -                              | -        | -        | -        | 23    | 2     | 6     |
| 2010-2011             | West Bromwich Albion FC          | Premier League        | 1           | 0           | 0           | 1               | 1               | 0               | -                 | -                 | -                 | -                              | -                              | -                              | -                              | -        | -        | -        | 2     | 1     | 0     |
| 2012-2013             | West Bromwich Albion FC          | Premier League        | -           | -           | -           | -               | -               | -               | -                 | -                 | -                 | -                              | -                              | -                              | -                              | -        | -        | -        | 0     | 0     | 0     |
| Sous-total            | Sous-total                       | Sous-total            | 21          | 1           | 5           | 3               | 2               | 0               | 3                 | 0                 | 1                 | -                              | -                              | -                              | -                              | -        | -        | -        | 27    | 3     | 6     |
| 2010-2011             | Barnsley FC (prêt)               | Championship          | 7           | 0           | 0           | -               | -               | -               | -                 | -                 | -                 | -                              | -                              | -                              | -                              | -        | -        | -        | 7     | 0     | 0     |
| 2010-2011             | Brighton & Hove Albion FC (prêt) | League One            | 29          | 8           | 3           | 2               | 1               | 0               | -                 | -                 | -                 | -                              | -                              | -                              | -                              | -        | -        | -        | 31    | 9     | 3     |
| 2011-2012             | Birmingham City FC (prêt)        | Championship          | 23          | 9           | 1           | -               | -               | -               | -                 | -                 | -                 | C3                             | 6                              | 2                              | 0                              | -        | -        | -        | 29    | 11    | 1     |
| 2011-2012             | Bristol City FC (prêt)           | Championship          | 19          | 3           | 1           | -               | -               | -               | -                 | -                 | -                 | -                              | -                              | -                              | -                              | -        | -        | -        | 19    | 3     | 1     |
| 2012-2013             | Millwall FC (prêt)               | Championship          | 19          | 11          | 2           | -               | -               | -               | -                 | -                 | -                 | -                              | -                              | -                              | -                              | -        | -        | -        | 19    | 11    | 2     |
| 2012-2013             | Leicester City                   | Championship          | 20          | 9           | 3           | 2               | 2               | 0               | -                 | -                 | -                 | -                              | -                              | -                              | -                              | 2        | 0        | 0        | 24    | 11    | 3     |
| 2013-2014             | Leicester City                   | Championship          | 26          | 4           | 5           | -               | -               | -               | 3                 | 4                 | 1                 | -                              | -                              | -                              | -                              | -        | -        | -        | 29    | 8     | 6     |
| 2014-2015             | Leicester City                   | Premier League        | 7           | 1           | 0           | 1               | 0               | 0               | 1                 | 0                 | 0                 | -                              | -                              | -                              | -                              | -        | -        | -        | 9     | 1     | 0     |
| Sous-total            | Sous-total                       | Sous-total            | 53          | 14          | 8           | 3               | 2               | 0               | 4                 | 4                 | 1                 | -                              | -                              | -                              | -                              | 2        | 0        | 0        | 62    | 20    | 9     |
| 2014-2015             | Ipswich Town (prêt)              | Championship          | 8           | 0           | 0           | -               | -               | -               | -                 | -                 | -                 | -                              | -                              | -                              | -                              | -        | -        | -        | 8     | 0     | 0     |
| 2015-2016             | Leeds United                     | Championship          | 36          | 13          | 2           | -               | -               | -               | 1                 | 0                 | 0                 | -                              | -                              | -                              | -                              | -        | -        | -        | 37    | 13    | 2     |
| 2016-2017             | Leeds United                     | Championship          | 44          | 27          | 4           | -               | -               | -               | 4                 | 3                 | 0                 | -                              | -                              | -                              | -                              | -        | -        | -        | 48    | 30    | 4     |
| 2017-2018             | Leeds United                     | Championship          | 3           | 1           | 1           | -               | -               | -               | -                 | -                 | -                 | -                              | -                              | -                              | -                              | -        | -        | -        | 3     | 1     | 1     |
| Sous-total            | Sous-total                       | Sous-total            | 83          | 41          | 7           | -               | -               | -               | 5                 | 3                 | 0                 | -                              | -                              | -                              | -                              | -        | -        | -        | 88    | 44    | 7     |
| 2017-2018             | Burnley FC                       | Premier League        | 24          | 10          | 1           | -               | -               | -               | 2                 | 1                 | 0                 | -                              | -                              | -                              | -                              | -        | -        | -        | 26    | 11    | 1     |
| 2018-2019             | Burnley FC                       | Premier League        | 38          | 10          | 2           | 2               | 1               | 0               | 1                 | 0                 | 0                 | C3                             | 5                              | 2                              | 1                              | -        | -        | -        | 46    | 13    | 3     |
| 2019-2020             | Burnley FC                       | Premier League        | 32          | 14          | 1           | 2               | 0               | 0               | 1                 | 0                 | 0                 | -                              | -                              | -                              | -                              | -        | -        | -        | 35    | 14    | 1     |
| 2020-2021             | Burnley FC                       | Premier League        | 33          | 12          | 3           | 1               | 0               | 0               | 3                 | 0                 | 1                 | -                              | -                              | -                              | -                              | -        | -        | -        | 37    | 12    | 4     |
| 2021-2022             | Burnley FC                       | Premier League        | 17          | 3           | 0           | 1               | 0               | 0               | 3                 | 0                 | 0                 | -                              | -                              | -                              | -                              | -        | -        | -        | 21    | 3     | 0     |
| Sous-total            | Sous-total                       | Sous-total            | 144         | 49          | 7           | 6               | 1               | 0               | 10                | 1                 | 1                 | -                              | 5                              | 2                              | 1                              | -        | -        | -        | 165   | 53    | 9     |
| 2021-2022             | Newcastle United                 | Premier League        | 17          | 2           | 0           | -               | -               | -               | -                 | -                 | -                 | -                              | -                              | -                              | -                              | -        | -        | -        | 17    | 2     | 0     |
| 2022-2023             | Newcastle United                 | Premier League        | 18          | 2           | 0           | 1               | 0               | 0               | 3                 | 1                 | 0                 | -                              | -                              | -                              | -                              | -        | -        | -        | 22    | 3     | 0     |
| Sous-total            | Sous-total                       | Sous-total            | 35          | 4           | 0           | 1               | 0               | 0               | 3                 | 1                 | 0                 | -                              | -                              | -                              | -                              | -        | -        | -        | 39    | 5     | 0     |
| 2022-2023             | Nottingham Forest (prêt)         | Premier League        | 7           | 1           | 0           | -               | -               | -               | -                 | -                 | -                 | -                              | -                              | -                              | -                              | -        | -        | -        | 7     | 1     | 0     |
| 2023-2024             | Nottingham Forest                | Premier League        | 31          | 14          | 1           | 3               | 1               | 0               | 1                 | 0                 | 0                 | -                              | -                              | -                              | -                              | -        | -        | -        | 35    | 15    | 1     |
| 2024-2025             | Nottingham Forest                | Premier League        | 36          | 20          | 0           | 4               | 0               | 0               | -                 | -                 | -                 | -                              | -                              | -                              | -                              | -        | -        | -        | 40    | 20    | 0     |
| Sous-total            | Sous-total                       | Sous-total            | 74          | 35          | 1           | 7               | 1               | 0               | 1                 | 0                 | 0                 | -                              | -                              | -                              | -                              | -        | -        | -        | 82    | 36    | 1     |
| Total sur la carrière | Total sur la carrière            | Total sur la carrière | 520         | 175         | 35          | 22              | 7               | 0               | 26                | 9                 | 3                 | -                              | 11                             | 4                              | 1                              | 2        | 0        | 0        | 581   | 195   | 39    |

### En sélection nationale
| Saison                | Sélection             | Phases finales                | Phases finales | Phases finales | Phases finales | Éliminatoires CDM | Éliminatoires CDM | Éliminatoires CDM | Matchs amicaux | Matchs amicaux | Matchs amicaux | Total | Total | Total |
| Saison                | Sélection             | Compétition                   | M              | B              | Pd             | M                 | B                 | Pd                | M              | B              | Pd             | M     | B     | Pd    |
| --------------------- | --------------------- | ----------------------------- | -------------- | -------------- | -------------- | ----------------- | ----------------- | ----------------- | -------------- | -------------- | -------------- | ----- | ----- | ----- |
| 2008-2009             | Nouvelle-Zélande      | Coupe des confédérations 2009 | 1              | 0              | 0              | -                 | -                 | -                 | 2              | 0              | 0              | 3     | 0     | 0     |
| 2009-2010             | Nouvelle-Zélande      | Coupe du Monde 2010           | 3              | 0              | 0              | 2                 | 0                 | 0                 | 4              | 0              | 1              | 9     | 0     | 1     |
| 2010-2011             | Nouvelle-Zélande      | -                             | -              | -              | -              | -                 | -                 | -                 | 5              | 1              | 0              | 5     | 1     | 0     |
| 2011-2012             | Nouvelle-Zélande      | Coupe d'Océanie 2012          | 5              | 5              | 0              | -                 | -                 | -                 | 3              | 1              | 0              | 8     | 6     | 0     |
| 2012-2013             | Nouvelle-Zélande      | -                             | -              | -              | -              | 4                 | 2                 | 2                 | 1              | 1              | 0              | 5     | 3     | 2     |
| 2013-2014             | Nouvelle-Zélande      | -                             | -              | -              | -              | 1                 | 0                 | 0                 | 3              | 2              | 0              | 4     | 2     | 0     |
| 2014-2015             | Nouvelle-Zélande      | -                             | -              | -              | -              | -                 | -                 | -                 | 4              | 1              | 1              | 4     | 1     | 1     |
| 2015-2016             | Nouvelle-Zélande      | Coupe d'Océanie 2016          | 3              | 4              | 1              | -                 | -                 | -                 | 1              | 1              | 0              | 4     | 5     | 1     |
| 2016-2017             | Nouvelle-Zélande      | Coupe des confédérations 2017 | 3              | 1              | 0              | 3                 | 1                 | 2                 | 4              | 0              | 0              | 10    | 2     | 2     |
| 2017-2018             | Nouvelle-Zélande      | -                             | -              | -              | -              | 3                 | 3                 | 0                 | 1              | 1              | 0              | 4     | 4     | 0     |
| 2019-2020             | Nouvelle-Zélande      | -                             | -              | -              | -              | -                 | -                 | -                 | 1              | 0              | 0              | 1     | 0     | 0     |
| 2021-2022             | Nouvelle-Zélande      | -                             | -              | -              | -              | 4                 | 5                 | 0                 | 6              | 4              | 0              | 10    | 9     | 0     |
| 2022-2023             | Nouvelle-Zélande      | -                             | -              | -              | -              | -                 | -                 | -                 | 2              | 0              | 0              | 2     | 0     | 0     |
| 2023-2024             | Nouvelle-Zélande      | -                             | -              | -              | -              | -                 | -                 | -                 | 4              | 1              | 0              | 4     | 1     | 0     |
| 2024-2025             | Nouvelle-Zélande      | -                             | -              | -              | -              | 5                 | 9                 | 0                 | 5              | 1              | 0              | 10    | 10    | 0     |
| Total sur la carrière | Total sur la carrière | Total sur la carrière         | 15             | 10             | 1              | 23                | 20                | 4                 | 46             | 14             | 2              | 84    | 44    | 7     |

## Palmarès

### En club
- West Bromwich Albion
  - Vice-champion d'Angleterre de deuxième division en 2010.
- Brighton & Hove
  - Champion d'Angleterre de troisième division en 2011.
- Leicester City
  - Champion d'Angleterre de deuxième division en 2014.

### En sélection
- Nouvelle-Zélande
  - Vainqueur de la Coupe d'Océanie des nations en 2016.
  - Troisième de la Coupe d'Océanie des nations en 2012.

### Distinctions personnelles
- Membre de l'équipe-type de D2 anglaise en 2017.
- Meilleur buteur de D2 anglaise en 2017 (26 buts).
- Meilleur buteur des éliminatoires de la Coupe du monde 2018 (zone Océanie) (8 buts).
- Joueur du mois de Premier League en octobre 2024.
- Joueur du mois de D2 anglaise en janvier 2017.